# Manox
Manox (bürgerlich Max Kleinschmidt) ist ein deutscher Musikproduzent im Bereich der kommerziellen elektronischen Tanzmusik. Grundsätzlich lässt sich sein Stil in das Genre Hands up einordnen, daneben fallen allerdings einige seiner Veröffentlichungen auch in die Bereiche House und Elektro. Manox steckt hinter zahlreichen Projekten, wie z. B. Max K., Mad Flush, Bazzpitchers, SupaHit und vielen mehr.

## Werdegang
Mit seinem Projekt Manox ist Max Kleinschmidt seit 2007 bei dem Plattenlabel Zooland Records unter Vertrag. Dort veröffentlichte er bis dato vier Singles: Supermodel Girlfriend, Almost Lover, Autumn Shine und Magnetize. Manox hat neben der eigenen Songproduktion auch im Remixbereich gearbeitet. Dabei entstanden u. a. Remixe für Cascada, R.I.O., Brooklyn Bounce, Sean Kingston und viele mehr.
So sind seine Singles und Remixe unter anderem auf diversen Compilations (u. a. Future Trance, Dream Dance, Club Sounds, DJ Networx), per Download oder auf Vinyl erhältlich.
Mit seinem Projekt Max K. ist er bei Mental Madness unter Vertrag. Sein Remix für Whigfield feat. Carlprit (Saturday Night) erreichte 2013 Platz 83 der deutschen Charts.
2014 gründete er das deutsche Dance-Projekt LIZOT, mit dem er zahlreiche Erfolge verbuchen konnte. Seitdem ist er festes Mitglied sowie Produzent.

## Diskografie

### Singles
- Magnetize
- Autumn Shine
- Almost Lover
- Supermodel Girlfriend

### Remixes
- Max K. feat. Jai Matt - Summer Love
- Tube Tonic & Kheiron - My Heart Is Open
- Max K. - U Freak Me 2.0
- Manian & Nicco - Tonight
- Marc Kiss - Bad Girl
- Punkrockerz - IDGAF
- Sem & Max K. - The Way I Am
- Kimura & Tube Tonic - Call For Help
- Luengo & Diaz - Sexy Criminal
- Damn-R - Here I Go
- Marc Korn - Elena
- Thomas Petersen - Storm Of Light
- Max K. - Love Is Everywhere
- Max K. - What Love Can Do
- Dancefloor Kingz - Me And You
- Max K. - Fucking Fresh
- Sem - Forever
- Dance Nation - Great Divide
- Sean Kingston - Fire Burning
- Monday 2 Friday - Wishing Well
- Deborah Cox - Beautiful U R
- Ultrabeat - Starry Eyed Girl
- Aspen - Feels Like Heaven
- Marco van Bassken - Dont Speak
- Megastylez - 7 Days
- Manian - Ravers Fatasy 2009
- DJ Gollum feat. Scarlet - All The Things She Said
- Liz Kay - To France
- Topmodelz - Have you ever been Mellow
- Cascada - Because the Night
- Ultrabeat - Sure Feels Good
- Bulldozzer - Feel The Vibe
- Liz Kay - True Faith
- Bazzpitchers - Dooh Dooh
- Cascada - What do you want
- Manian - Hold me Tonight
- Italobrothers - Moonlight Shadow
- R.I.O - R.I.O
- Deep Spirit - No Cover Song
- D-Style - Gone
- Manian - Turn The Tide
- Yanou feat. Liz - King of my Castle
- Maziano - Take Control Harder
- M.Y.C - Rock! 2007
- Roland Kenzo - Love Behind
- Alex Deluxe - My Emotions
- Lara - Fate
- Minozza Inc.- Running from the rain
- Dj The Bass - The Summer is coming 2007
- Bailey Kaluha - Weekend
- Dj`X´elerator - Endless Dream
- Dan-J - Welcome To Skateland
- Minera - All I Know

## Belege
1. ↑  LIZOT - Steckbrief, Songs & Konzerte. In: RadioMonster. 18. Januar 2018, abgerufen am 30. August 2020.

| Personendaten    | Personendaten                       |
| ---------------- | ----------------------------------- |
| NAME             | Manox                               |
| ALTERNATIVNAMEN  | Kleinschmidt, Max (wirklicher Name) |
| KURZBESCHREIBUNG | deutscher Musikproduzent            |
| GEBURTSDATUM     | 20. Jahrhundert                     |